# Amherst College
Amherst College är ett privat liberal arts college i Amherst, Massachusetts, USA. Det etablerades 1821 och är Massachusetts tredje äldsta college. Samundervisning för båda könen har bedrivits sedan 1975. Amherst College, med cirka 1 640 undergraduate-studenter och 177 anställda, har fått sitt namn efter staden Amherst, vilken i sin tur namngivits efter Jeffery Amherst.